# 최재해 감사원장 탄핵소추
최재해 감사원장 탄핵소추는 2024년 12월 5일 당시 대한민국의 감사원장인 최재해를 감사원의 독립성 훼손, 전현희 국가인권위원회 위원장 표적 감사, 청와대에서 용산구 대통령실 및 한남동 대통령 관저 이전을 감사할 때 감사원장으로서의 의무를 위반 등의 이유로 국회에서 탄핵소추안을 발의하여 가결된 사건이다.

## 배경
최재해 감사원장은 윤석열 정부 출범 이후 이전 정부인 문재인 정부에 대한 감사를 무리하게 진행한다는 비판을 받아왔다. 특히 탈원전 정책, 코로나19 백신 초기 수급, 통계청의 통계조작 의혹에 대한 표적 감사를 실시하여 야당의 비판을 받았으며, 전현희 국가인권위원회 위원장 개인에 대한 감사 등 보복성 감사 의심을 일으켰다. 또한 국회 법제사법위원회 국정감사에서 최재해 감사원장은 감사원은 대통령 지원 기관이라고 발언하는 등, 감사원의 독립성을 훼손시켰다는 비판을 받았다. 마지막으로, 청와대를 용산구의 국방부 청사로 이전하고 대통령실 이전 및 청와대 관저의 한남동 외교부장관 관저 이전 과정에서 이에 대한 관리 및 감독을 소홀히 하였다는 의혹이 제기되었다.

## 정치권의 탄핵 추진
| 대한민국 국회 감사원장(최재해) 탄핵소추안 | 대한민국 국회 감사원장(최재해) 탄핵소추안 |
| 재적 300명 중 과반인 151명 동의 필요      | 재적 300명 중 과반인 151명 동의 필요      |
| 선택                                      | 득표                                      |
| ----------------------------------------- | ----------------------------------------- |
| 가                                        | 188 / 300                                 |
| 부                                        | 4 / 300                                   |
|                                           |                                           |
| 미투표                                    | 108 / 300                                 |

더불어민주당과 야당은 2024년 12월 5일 최재해 감사원장에 대한 탄핵소추안에 대한 표결을 감행하였으며, 국민의힘은 항의 의사 표시로 전원 표결에 불참하였다. 탄핵소추안은 과반인 151명을 넘은 188명의 찬성 표를 받아 통과되었다. 같은날 조상원 검사 탄핵소추, 이창수 검사 탄핵소추, 최재훈 검사 탄핵소추가 동시에 가결로 처리되었다.

## 선고 결과
재판관 8명 전원 일치로 탄핵 심판을 기각하였다.